# Galeodes bicolor
Galeodes bicolor es una especie de arácnido  del orden Solifugae de la familia Galeodidae.

## Distribución geográfica
Se encuentra en Israel y Pakistán.